# خويفيرة جبل الرماد
خويفيرة جبل الرماد (الاسم العلمي:Koeleria cenisia) هي نوع من النباتات تتبع جنس الخويفيرة من الفصيلة النجيلية. سمي هذا النوع نسبةً إلى جبل الرماد في إيطاليا.